# Universidad Jiao Tong de Shanghái
Universidad de Shanghái Jiao Tong o Universidad Jiao Tong de Shangái (Chino simplificado: 上海交通大学; Chino tradicional: 上海交通大學; pinyin: Shànghǎi Jiāotōng Dàxué; Siglas: Jiao Da (交大) o SJTU) es una institución de educación superior de China, localizada en la ciudad de Shanghái. Sus orígenes se remontan a 1896 con la fundación de la escuela pública Nan Yang. El nombre definitivo fue adquirido en 1959 y se trata de una de las universidades más antiguas de China. Depende directamente del Ministerio de Educación y de la municipalidad de la Ciudad de Shanghái.
Esta universidad es reconocida por su papel destacado en las ciencias y las ingenierías; pero ha saltado a la fama mundial debido a que posee, entre sus numerosas escuelas e institutos de investigación, al Centro para Universidades De categoría mundial (Center for World-Class Universities) que se encuentra muy activo a nivel internacional en el estudio de la metodología para la clasificación académica de universidades del mundo.

## Graduados destacados
- Jiang Zemin (江澤民) - expresidente de la República Popular de China
- Lu Dingyi (陸定一) - Político
- Ding Guangen(丁關根) - Político
- Wang Daohan(汪道涵) - Político
- Qian Xuesen(錢學森) - Científico, exjefe del programa espacial chino
- Wu Wenjun(吳文俊) - Matemático
- Zou Taofen(鄒韜奮) - Periodista
- Mao Yisheng (茅以升)- Profesor e ingeniero civil
- Cai Er(蔡鍔) - Militar
- Huang Yanpei (黃炎培)- Político
- Shao Lizi (邵力子)- Escritor y político
- An Wang (王安)- Científico, inventor y fundador de los Laboratorios Wang
- Wen Tsing Chow (周文俊) - Pionero de la computación y experto aeroespacial
- Mao Daolin (茅道临) - ex-CEO de sina.com, yerno del expresidente Hu Jintao
- Neil Shen (沈南鵬)- Fundador de Ctrip.com, jefe de Sequoia China.
- Jiang Jianqing (姜建清) - Presidente del Industrial and Commercial Bank of China.